# Kazimierz Owsiński
Kazimierz Owsiński (1752–1799) – aktor, dyrektor teatru. Pochodził z rodziny szlacheckiej. Mąż aktorki Julii Sikorskiej. Przez współczesnych uważany za najwybitniejszego aktora polskiego. 
Występował w Warszawie, we Lwowie i Krakowie, grał role komediowe (m.in. Fircyka - Fircyk w zalotach Zabłockiego, Don Basilio - Wesele Figara Beaumarchais’go) i dramatyczne (role szekspirowskie, rola tytułowa w Bewerleyu B.J. Saurina według E. Moore’a).
Kształcił się przez trzy lata na Akademii Krakowskiej. W 1768 przerwał naukę by wstąpić do wojsk konfederacji barskiej. Po klęsce związku, od konsekwencji jakie spotkały konfederatów, uchronił go prymas Gabriel Podoski przyjmując Owsińskiego do swojego domu. Z prymasem podróżował po Europie, uczył się języków, chodził na spektakle teatralne podpatrując mistrzów sztuki aktorskiej. 
W 1774 zaangażował się do zespołu Teatru Narodowego w Warszawie. Debiutował w roli Nizińskiego (Dumny). Publiczność „dostrzegła w nim wiele obiecującą zdatność” (W. Bogusławski). 
Po nagłej śmierci prymasa w Marsylii w 1777 powrócił do Warszawy. Zaangażował się do teatru grając między innymi w sztukach Bohomolca: Staruszka młoda i Czary, księcia Czartoryskiego: Panna na wydaniu , Pysznoskąpski, Kawa.
Po śmierci żony, zaledwie kilkanaście miesięcy po ślubie, popadł w melancholię, stał się roztargniony, przestał dbać o zdrowie. Zaczął grać postacie dramatyczne: hrabiego Klarandona we łzawej komedii Eugenia Beaumarchais, czy tytułowego Bewerleia w tragedii Saurina.
W 1781 przeniósł się z Truskolaskimi do Lwowa, gdzie założyli teatr, w którym występował przez dwa sezony. Wrócił do teatru warszawskiego, wyjeżdżał na gościnne występy do Grodna (w czasie sejmu grodzieńskiego) i Dukli.
W 1794 wyjechał do Lwowa, gdzie zmarł 13 maja 1799.